# Ульянченко Віра Іванівна
Ві́ра Іва́нівна Улья́нченко (нар. 1 лютого 1958, Озеряни Чернігівської області) — українська державна та політична діячка. Глава Секретаріату Президента України з 19 травня 2009 по 24 лютого 2010 року.
З вересня 2014 року очолює партію «ЗАСТУП» (громадська організація "Всеукраїнське об'єднання «ЗАСТУП (За Соціальну Трудову Українську Перспективу)».
Нині голова ради директорів Громадської Спілки «Асоціація розвитку льонарства і коноплярства України».

## Навчання
1980 року закінчила філологічний факультет Київського державного університету імені Шевченка.

## Трудова діяльність
Трудову діяльність розпочала викладачем української мови та літератури профтехучилища № 4 м. Києва.
З 1981 перебувала на виборній комсомольській роботі.
З 1987 р. — депутатка районної ради Радянського району м. Києва і заступниця голови Радянського райвиконкому м. Києва.
У травні 1990 р. перейшла на роботу в Радянський райком Компартії України.
З 1991 до 1993 року працювала в апараті Верховної Ради України, Кабінеті Міністрів України та Адміністрації Президента України.
З 1993 до 1994 року — робота в Генеральному представництві Акціонерної судноплавної компанії «Бласко» у Києві.
З 1999 року — начальник відділу організаційного та інформаційного забезпечення зв'язків з державними органами та підприємствами Укрсоюзсервісу.
З березня 2000 року працювала в Кабінеті Міністрів України в Службі Прем'єр-міністра В. Ющенка.
2002 року — завідувачка секретаріату фракції «Наша Україна» у Верховній Раді України.
Березень 2005 — травень 2006 — народна депутатка України. Член партії «Народний Союз «Наша Україна»».
Член Комітету Верховної Ради з питань прав людини, національних меншин і міжнаціональних відносин.
З 16 червня 2006 року — голова Київської обласної державної адміністрації.
З 16 травня 2009 р. — голова Політичної ради Політичної партії «Наша Україна».
19 травня 2009 — 24 лютого 2010 — глава Секретаріату Президента України.

## Кар'єра
У дев'яності роки Ульянченко була генеральною представницею державної судноплавної компанії «Бласко» в Києві. Незабаром керівник компанії Павло Кудюкін був засуджений за розкрадання майна компанії, а Ульянченко на кілька років (1994—1999) виїхала до США. Сама Ульянченко називала це провокацією ЗМІ.
Під час правління президента Ющенка (2005—2010) Віра Ульянченко вважалася «довіреною секретаркою президента» і обіймала високі пости: глава Київської області та керівниця Секретаріату Президента України (2009—2010). Перебуваючи на посаді керівниці Секретаріату Президента України, очолювала наглядову раду Національного президентського оркестру.

## Нагороди
- Орден княгині Ольги III ст. (1 лютого 2008) — за вагомий особистий внесок у соціально-економічний і культурний розвиток Київської області, багаторічну сумлінну працю та активну громадську діяльність[11].
- Лауреатка Всеукраїнської премії «Жінка III тисячоліття» в номінації «Знакова постать» (2008).

## Розшук
14 вересня 2015 року Служба безпеки України оголосила в розшук колишню голову Київської обласної державної адміністрації, ексглаву Секретаріату Президента України Віру Ульянченко. Інформація про розшук оприлюднена на сайті Міністерства внутрішніх справ України у розділі «особи, які переховуються від органів прокуратури». Ексголова підозрюється у скоєнні злочину, передбаченого ч.5 ст.191 Кримінального кодексу України (привласнення, розтрата або заволодіння майном шляхом зловживання службовим становищем). Зазначено, що запобіжний захід до підозрюваної не обирався.
Але вже 15 вересня 2015 року з сайту МВС України зникло повідомлення про те, що Служба безпеки України оголосила в розшук колишнього голову Київської обласної державної адміністрації Віру Ульянченко. Тепер при пошуку в розділі «Особи, які переховуються від органів прокуратури» на прізвище «Ульянченко» немає ніяких результатів.